# .221 Remington Fireball
.221 Remington Fireball, зазвичай його просто називають .221 Fireball, це набій центрального запалення створений компанією Remington Arms Company в 1963 році в якості спеціального набою для використання в експериментальному однозарядному пістолеті з ковзним затвором XP-100. Набій є вкороченою версією набою .222 Remington. Він популярний для стрільби на малу дичину або хижаків, крім того його обирать цільові стрільці. Набій використовують як в пістолетах так і в гвинтівкахIt has application as both a pistol round and as a rifle round.

## Історія
На початку 1960-х років компанія Ремінгтон почала роботи над експериментальним пістолетом з ковзним затвором створеним на базі затвора власної гвинтівки модель 600. На меті було створити високоточний пістолет який би відмінно підходив би для змагань. Після роботи з набоєм .222 Remington було з'ясовано, що набій містить заряд пороху більший ніж потрібен для стрільби з короткоствольної зброї. Оскільки довжина стволів гвинтівок коливається від 37 до 66 см, довжина стволів пістолет зазвичай набагато коротша, від 5,1 до 30,5 см хоча деякі стволи для змагань мають довжину в 41 см. В результаті компанія Ремінгтон вирішила розробити коротшу версію набою .222 Remington, оптимізовану для використання в XP-100.
Виробництво пістолетів XP-100 під набій .221 Fireball було припинено в 1985 році, компанія Thompson Center Arms продовжила випуск однозарядних пістолетів під набій .221 Fireball які входили в їхні серії Contender та Encore. Серед гвинтівок які використовували набій .221 Fireball були Remington 700 та Ceska zbrojovka CZ 527.

## Продуктивність
Незважаючи на свій менший розмір, набій .221 Fireball здатний розвивати швидкість, майже рівну швидкості набою .222 Remington, багато в чому завдяки більш високому тиску SAAMI. Максимальний тиск SAAMI набою .221 Fireball становить 52000 C.U.P. у порівнянні з 46000 C.U.P. набою .222 Remington. Підвищення тиску було потрібне для більш ефективної стрільбі з короткого стволу пістолету XP-100.
Набій .221 Fireball має найвищу швидкість серед усіх комерційних пістолетних набоїв.

## Різновиди
Набій .221 Fireball використовують для кустарної переробки під менший .17 калібр. Найбільш відомим є набій .17 Mach IV який по суті є набоєм .221 з обжатим дульцем під менший калібр. Набій має дуже пласку траєкторію і є відносно тихим з малим відбоєм. Набій був настільки популярним, що в 2007 році компанія Ремінгтон узаконила цей набій представивши дещо відмінний від Mach IV набій під назвою .17 Remington Fireball.  Крім того була популярна версія .20 калібру під назвою .20 VarTarg (VT), слово "vartarg" складається з перших складів слов "varmint" та "target". Набій .221 Fireball також використали за основу набою .300 Whisper, який інколи називають .300/.221 або .300 Fireball. Крім того він є базо для набоїв лінійки Дж.Д. Джонса Whisper в тому числі набій 6 мм Whisper, який використала компанія Knight's Armament Corporation для своєї зброї Knight's Armament Company PDW під назвою 6×35 мм PDW.

## Галерея

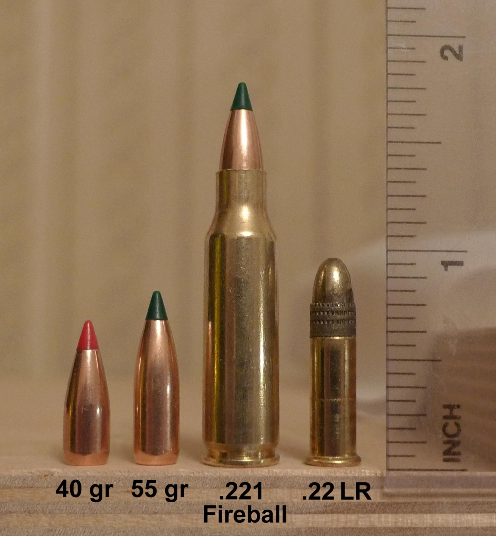
L-R: 40 гр Hornady V-Max, 55 гр Sierra BlitzKing, .221 Remington Fireball, .22 LR Remington Golden Bullet
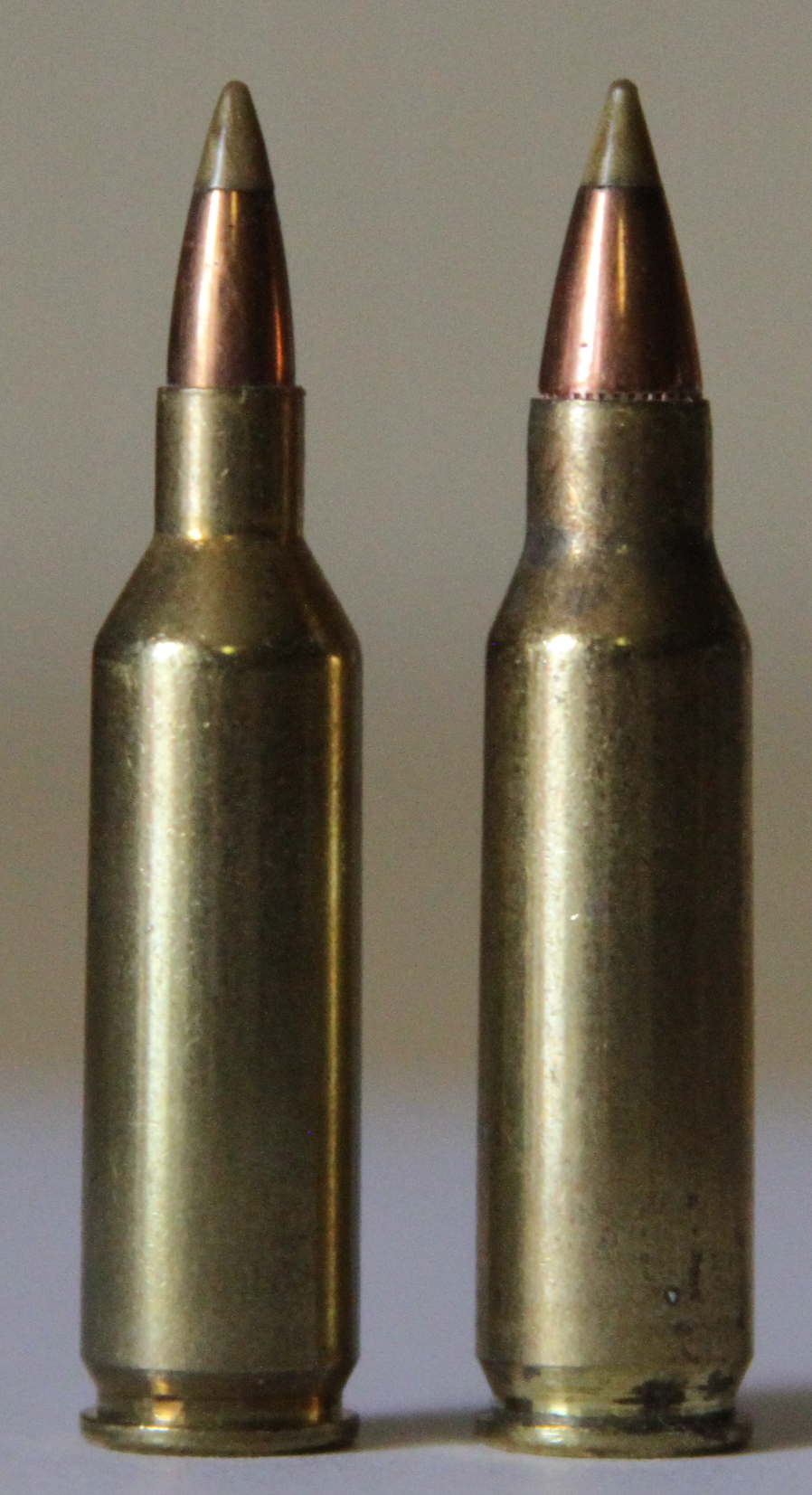
.17 Remington Fireball поряд з похідною гільзою набою .221 Remington Fireball.